# Cousinia
Cousinia là một chi thực vật có hoa trong họ Cúc (Asteraceae).

## Loài
Một số loài tiêu biểu của chi Cousinia:
- Cousinia adenophora, Juz.
- Cousinia adenostigia, Resch.
- Cousinia angreni, Juz.
- Cousinia butkovii, Tscherneva et Vved.
- Cousinia concolor, Bunge
- Cousinia coronata, Franch.
- Cousinia crispa, Jaub & Spach.
- Cousinia discolor, Bunge
- Cousinia dshisakensis, Kult.
- Cousinia elbursensis, Mahdigholi, Attar, Sheidai & Ghahreman
- Cousinia hypoleuca, Boiss.
- Cousinia irritans, Resch.
- Cousinia microcarpa, Boiss.
- Cousinia minuta, Boiss.
- Cousinia onopordioides, Ledeb.
- Cousinia pinarocephala, Boiss.
- Cousinia pseudomollis
- Cousinia pterocaulos, C.A. Mey.
- Cousinia radians, Bunge.
- Cousinia regelii, C. Winkl.
- Cousinia sheidaei, Attar, Ghahreman & Mahdigholi
- Cousinia serratuloides, Boiss.